# Escudo de Darwin
El escudo de armas de Darwin fue otorgado por la reina el 9 de diciembre de 1959, el mismo año en que se le concedió el estatus de ciudad a Darwin.

## Origen/significado
La fortaleza en la parte superior del escudo indica la importancia anterior de Darwin como asentamiento militar. El velero significa que el puerto es de gran importancia para la ciudad. La hélice significa el aeropuerto de Darwin. El sol rodeado por un anillo es tomado de las armas de Charles Darwin.
La cresta muestra una brújula apuntando al norte, indicando que la ciudad es la ciudad más al norte de Australia.
Los soportes son un aborigen y un minero europeo, simbolizando la población originaria y la importancia de la minería en la zona. 
El lema de la ciudad es Progrediamur y significa Sigamos Adelante.
- Datos: Q5138435